# Nicolás Méndez
Nicolás Marcelo Méndez (ur. 2 listopada 1992 w Buenos Aires) – argentyński siatkarz, reprezentant Argentyny, grający na pozycji przyjmującego. 
Jego ojcem jest Marcelo Méndez jest trenerem siatkarskim. Jego o 4 lata młodszy brat Juan karierę siatkarską zakończył w wieku 25 lat. Następnie pracował jako statystyk i asystent trenera w klubach i reprezentacji Argentyny u swojego ojca.

## Sukcesy klubowe
Mistrzostwo Argentyny:
- 2011

Liga francuska:
- 2016

Superpuchar Francji:
- 2023[5]

## Sukcesy reprezentacyjne
Letnie Igrzyska Olimpijskie Młodzieży:
- 2010

Mistrzostwa Świata Juniorów:
- 2011

Puchar Panamerykański:
- 2013

Igrzyska Olimpijskie:
- 2020

Mistrzostwa Ameryki Południowej:
- 2021